# میزهام
میزهام (به انگلیسی: Measham) یک روستا و محله مدنی در بریتانیا است که در North West Leicestershire واقع شده‌است. میزهام ۵٬۲۰۹ نفر جمعیت دارد.